# Kruis van Verdienste van het Japanse Rode Kruis
Het Kruis van Verdienste van het Japanse Rode Kruis is een onderscheiding van het Rode Kruis in Japan. De onderscheiding staat hoger in aanzien dan de Medaille van het Japanse Rode Kruis.
Het kruis is een zogeheten rupertkruis en heeft vier uitwaaierende wit geëmailleerde armen. Op de armen zijn zwarte banen getrokken. Het ronde medaillon toont op de voorzijde een Kruis van Genève, het symbool van het Rode Kruis binnen een als een lauwerkrans vormgegeven ring van Japanse symbolen; de bamboe, de bloem van de Paulowniaceae en de neerdalende ho-o', de Japanse variant op de feniks. De ondergrond is donkerblauw geëmailleerd. Op de keerzijde staat een Japanse inscriptie.
Dames droegen het kruis aan een strik. De bevestiging van de medaille aan het lint is opvallen zwaar uitgevoerd.

## Geschiedenis
Deze onderscheiding van het Japanese Rode Kruis werden voor het eerst uitgereikt in juni 1888. Japanse onderdanen, buitenlanders en vrouwen kunnen dit kruis ontvangen. De onderscheidingen voor vrouwen zijn identiek aan die van mannen, maar net als bij andere Japanse onderscheidingen worden zij aan een strik op de linkerschouder in plaats van een lint op de linkerborst gedragen.
In april 1956 werd de "Gouden Medaille voor Speciaal Lidmaatschap van het Japanse Rode Kruis" ingesteld voor mensen die meer hebben bijgedragen dan 10.000 yen. Er kwam ook een kruis voor de speciale leden. Dit kruis isd gelijk aan de andere kruisen van verdienste maar onderscheidt zich door een 22 millimeter breed rozet in de kleuren van het lint dat op de strik is bevestigd. Op het lint draagt men bij deze medaille in de kleuren van het lint.
Het lint waaraan de medailles hangen is altijd 37 millimeter breed en van rode gewaterde zijde. De twee strepen zijn zoals bij alle medailles van het Rode Kruis die tijdens de regering van de Showa-keizer werden verleend lichtblauw.